# The Book of Taliesyn
Az Egyesült Királyságban 1969 júliusában jelent meg a Deep Purple második albuma, a The Book of Taliesyn. Az album követi a Shades of Deep Purple pszichedelikus-pop hangzását, bár néhány dalban már keményebb hangzással kísérleteztek, ami az 1970-es Deep Purple in Rock című albumon bontakozott ki. A Billboard listáján az 54. helyet érte el, a brit listákra nem került fel. Az album 2000-es CD-kiadásán öt, addig kiadatlan felvétel is hallható.

## Az album dalai
1. "Listen, Learn, Read On" (Ritchie Blackmore – Rod Evans – Jon Lord – Ian Paice) – 4:05
2. "Wring That Neck" (Ritchie Blackmore – Nick Simper – Jon Lord – Ian Paice) – 5:14
Amerikában "Hard Road" címmel jelent meg.
3. "Kentucky Woman" (Neil Diamond) – 4:45
4. a) "Exposition" (Ritchie Blackmore – Nick Simper – Jon Lord – Ian Paice)
b) "We Can Work It Out" (John Lennon – Paul McCartney) – 7:07
5. "Shield" (Ritchie Blackmore – Rod Evans – Jon Lord) – 6:06
6. "Anthem" (Jon Lord – Rod Evans) – 6:32
7. "River Deep – Mountain High" (Jeff Barry – Ellie Greenwich – Phil Spector) – 10:13
8. "Oh No No No" (Leander, Russell)  (kiadatlan stúdiófelvétel) – 4:25
9. "It's All Over" (ismeretlen szerző) (A BBC Top Gear című műsorából, 1969. január 14.) – 4:14
10. "Hey Bop a Re Bop" (Ritchie Blackmore – Rod Evans – Jon Lord – Ian Paice) (A BBC Top Gear című műsorából, 1969. január 14.) – 3:32
11. "Wring That Neck" (A BBC Top Gear című műsorából, 1969. január 14.) – 4:42
12. "Playground" (Ritchie Blackmore – Nick Simper – Jon Lord – Ian Paice) (eddig kiadatlan stúdiófelvétel, 1968. augusztus 18.) – 4:29

## Közreműködők
Együttes
- Rod Evans – ének
- Ritchie Blackmore – gitár
- Jon Lord – orgona, billentyűs hangszerek, vokál
- Nick Simper – basszusgitár, vokál
- Ian Paice – dob, ütőhangszerek

Produkció
- Barry Ainsworth – hangmérnök
- Peter Mew – újrakeverés (Abbey Road Studios)
- Derek Lawrence – producer